# 计算机周刊
《计算机周刊》（英語：Computer Weekly）是面向英国IT专业人士的電子雜誌和网站。该杂志以前是里德商业资讯公司出版的周刊，起始於1966年9月。该杂志免费提供给符合发行要求的IT专业人士，少部分在零售店出售，主要收入来自广告展示和招聘广告，这本杂志的PDF数字版則為免费。
在TechTarget购买了《计算机周刊》后，该杂志于2011年5月转为電子雜誌。